# HD 212320
HD 212320，又名BD-07 5765，SAO 146062、HR 8530，是一颗恒星，视星等为5.93，位于銀經55.66，銀緯-49.69，其B1900.0坐标为赤經22h 18m 17.4s，赤緯-7° -49.69′ 1″。